# 2,4,6-三甲基苯碲酚
2,4,6-三甲基苯碲酚是一种有机碲化合物，化学式为C9H12Te，可由2,4,6-三甲基苯碲酚锂（锂盐由二碲化物和三乙基硼氢化锂反应得到）在−78 °C下和HBF4·Et2O反应得到。它和二[二(三甲基硅基)氨基]镉反应，得到二(2,4,6-三甲基苯碲酚)镉；和二[二(三甲基硅基)氨基]锌反应，得到相应的锌配合物。